# Соціально-перетворюючі інвестиції
Соціально-перетворюючі інвестиції (інвестиції соціального впливу, імпакт-інвестиції) відносяться до інвестицій «в компанії, організації і фонди з метою створення вимірної, суспільно та екологічно корисної дії, а також для отримання фінансової віддачі».
Соціально-перетворюючі інвестиції можуть відбуватися як на ринках, що розвиваються, так і на розвинутих ринках, і «цільовий діапазон доходів може варіювати від нижче ринкового до вище ринкового», в залежності від обставин. Інвестиції соціального впливу, як правило, ведуть свій початок від соціальних питань або екологічних проблем.
Імпакт-інвестори прагнуть розмістити капітал в підприємство, некомерційні організації та фонди, діяльність яких націлена на позитивні перетворення в суспільно-значущих областях.
Найбільш поширеною формою імпакт-інвестування є позикове або пайове фінансування, серед інших форм: інвестування через приватні капіталовкладення/венчурний капітал, інвестування з фіксованою дохідністю.
Типовими і найбільш поширеними об'єктами соціального-перетворюючого інвестування є соціальні підприємства. В імпакт-інвестуванні використовуються різні, часом доволі складні, фінансові інструменти, зокрема, що діють за принципом оплати за результат. На 2019 рік найбільш популярним інструментом імпакт-інвестування є зелені облігації, їх щорічний випуск складає 230 мільярдів доларів США.
Для захисту інвесторів від ризиків створюються спеціальні організаційно-правові форми соціальних підприємств, які передбачають контроль пріоритету соціальної місії, обов'язкову соціальну/екологічну звітність, а при необхідності — блокування активів. Інші інструменти контролю і оцінки ефективності адресатів соціально-перетворюючих інвестицій — різноманітні системи рейтингування і сертифікації, що забезпечують незалежну експертну оцінку результативності їх діяльності. Завдяки цим мірам, імпакт-інвестування в середньому характеризується аналогічними ризиками і дохідністю, що і традиційне інвестування.
Відсутність єдиної метрики або методики оцінки ефективності соціально-перетворюючих інвестицій обмежує зростання цього ринку. В підсумку вибір тієї чи іншої моделі і показників оцінки ефекту часом виявляється ключовим фактором для підтвердження результативності.
В ряді країн держава надає законодавчу підтримку імпакт-інвесторам, вводячи для них податкові пільги. В деяких юрисдикціях (Велика Британія, Японія, Австралія) до соціально-перетворюючої інвестиційної діяльності допущені пенсійні фонди.

## Поняття
Приблизно до 2007 року склався термін «інвестиції впливу», який означав підхід свідомого обліку нематеріальних активів наряду з матеріальними, фінансовими. Прихильність виміру соціальних і екологічних показників, з тією ж строгістю, що і фінансових, є обов'язковим атрибутом імпакт-інвестування.
На осі степені обліку прибутку і соціального впливу, де зліва розташований тільки облік прибутку (традиційне інвестування), а праворуч — традиційна благодійність (максимально швидкий і «точковий» соціальний вплив, який не передбачає повернення понесених витрат), соціально-перетворююче інвестування розташовується між соціально відповідальним інвестуванням і венчурною філантропією (див. схему). Таким чином, імпакт-інвестування передбачає окупаємий і, отже, сталий вплив, який сфокусований на соціальному результаті. Від соціально відповідального інвестування воно відрізняється більшою націленістю на вирішення соціальних та екологічних проблем. Результат такого впливу є такою ж важливою ціллю інвестування, як і фінансовий результат. Це передбачає необхідність оцінки та вимірювання отриманого соціального (екологічного) результату. В свою чергу, венчурна філантропія, при тій же сфокусованості на соціальних перетвореннях, відрізняється від імпакт-інвестування готовністю до відмови від прибутку.
Більш широким поняттям, в порівнянні з імпакт-інвестуванням, є ESG-інвестування. Воно передбачає інвестування в компанії, які одночасно задовольняють трьом умовам:
1. Високий рівень збереження навколишнього середовища;
2. Культивування хороших взаємин з клієнтами, співробітниками, діловими партнерами і місцевим співтовариством;
3. Дотримання передових практик корпоративного управління[8].

## Історія
Історично, регулювання і, в меншій мірі, філантропія — представляли собою спробу мінімізувати негативні соціальні наслідки підприємницької діяльності. Однак, історія зберегла приклади окремих інвесторів, які використовували соціально відповідальне інвестування для вираження своїх цінностей. Така інвестиційна поведінка виражалась, як правило, в прагненні уникати інвестування в підприємства або види діяльності, які спричиняють негативні наслідки.
У 1984 році була заснована US SIF: The Forum for Sustainable and Responsible Investment (US SIF, до 2011 року — Social Investment Forum) — міжнародна асоціація індустрії сталого розвитку, зі штаб-квартирою у Вашингтоні.
У 1990 році американським консультантом Емі Доміні був введений Domini 400 Social Index — індекс капіталізації компаній, які слідують принципам соціальної відповідальності.
В 1990-ті роки Джед Емерсон виступає за змішано-ціннісний підхід, згідно з яким фондам слід направляти пожертвування у відповідності зі своєю місією, а не зі стратегією отримання максимального фінансового прибутку, як це було прийнято раніше.
Одночасно при оцінці діяльності корпорацій, як зсередини, так і зовні, стали враховуватися такі аспекти як запобігання забрудненню навколишнього середовища, корпоративна соціальна відповідальність, набула поширення концепція потрійного критерію. У 2000 році Барух Лев з Бізнес-школи Штерна, зіставив ідеї про нематеріальні активи в книзі з однойменною назвою (Intangibles: Management, Measurement, and Reporting), посприявши їх подальшому розвитку.

Логотип ініціативи PRI (Principles for Responsible Investment)

В 2006 році за підтримки ООН була створена міжнародна мережа інвесторів PRI (Principles for Responsible Investment), які дотримуються 6 принципів відповідального інвестування. Ці принципи проголошують вірність ідеалам ESG-інвестування та їх всебічне поширення. Сукупні активи під управлінням підписантів оцінюються в 4 трлн доларів.
У 2007 році Фонд Рокфеллера спільно з найбільшими інвестиційними банками ввів в обіг термін «імпакт-інвестиції» . В тому ж році Європейський інвестиційний банк випустив перші зелені облігації, а через рік таку облігацію випустив Світовий банк.
У 2009 році була створена GIIN — асоціація головних гравців ринку імпакт-інвестування. GIIN запустила IRIS (Impact Reporting and Investment Standards) — систему критеріїв для оцінки соціального та екологічного впливу. Bloomberg на регулярній основі починає висвітлення новин сфери сталого розвитку.
У 2010 році була випущена перша соціальна облігація (SIB), в 2011 введена глобальна система рейтингування імпакт-фондів організацій (GIIRS), ще через рік Morgan Stanley запустила платформу «Investing With Impact», а в 2013 році у Великій Британії відкрилася перша соціальна біржа. У 2015 році ООН прийняла цілі сталого розвитку.
У 2019 ринок імпакт-інвестицій встановив рекорд (502 млрд доларів), як і ринок зелених облігацій (230 млрд доларів) .

## Ринок імпакт-інвестування
Число фондів, що практикують інвестиції соціального впливу сильно зросла в 2000-2010-ті роки. Зростання інвестицій соціального впливу частково пояснюється критикою традиційних форм благодійності та міжнародного співробітництва, які характеризуються як нестійкі і залежні від цілей — або примх — відповідних донорів. Доповідь дослідницької фірми Monitor Deloitte від 2009 року містила прогноз, що ця індустрія може збільшитись з 50 мільярдів доларів (в активах) до 500 мільярдів впродовж наступного десятиліття.
Цей прогноз виправдався: за даними GIIN, капіталізація глобального ринку імпакт-інвестицій на кінець 2018 року склала 502 млрд доларів (без урахування коштів індивідуальних інвесторів і коштів, залучених через зелені облігації). До цього часу на ринку імпакт-інвестицій було присутньо 1340 гравців. Більшість з них представляють собою невеликі організації, хоча зустрічаються інвестори, які керують дуже великими інвестиційними портфелями, наприклад, великі американські фінансові групи. Медіанний обсяг фонду імпакт-інвестування становить 29 млн доларів, середній обсяг — 452 мільйони. 51 % активів припадає на організації, що управляють капіталом або фондами, 27 % — на фінансові інститути розвитку (які націлені на забезпечення сталого зростання національної економіки і перебувають, як правило, під контролем і управлінням національних урядів), 12 % — на інші фінансові інститути (включаючи банки), 6 % — на пенсійні фонди, 2 % — на інші фонди, 0,4 % — на сімейні офіси і тільки 0,2 % — на інвестиційні компанії (інші 2 % активів припадають на організації інших типів).
Приклади за останнє десятиліття включають в себе безліч інвестицій в мікрофінансування, фінансові та екологічно чисті технології. В результаті опитування 266 імпакт-інвесторів, проведеного GIIN, була отримана інформація про підтримку ними тих чи інших галузей і сфер економіки.
| Галузь (сфера) економіки                                                                      | Частка від загального числа опитаних інвесторів (%) | Частка активів під управлінням опитаних інвесторів (%) |
| --------------------------------------------------------------------------------------------- | --------------------------------------------------- | ------------------------------------------------------ |
| Енергетика                                                                                    | 47                                                  | 15                                                     |
| Мікрофінансування                                                                             | 31                                                  | 13                                                     |
| Фінансові послуги (окрім мікрофінансування)                                                   | 40                                                  | 11                                                     |
| Продовольче і сільське господарство                                                           | 58                                                  | 10                                                     |
| Будівництво                                                                                   | 39                                                  | 7                                                      |
| Вода, санітарія та гігієна                                                                    | 24                                                  | 7                                                      |
| Охорона здоров'я                                                                              | 42                                                  | 6                                                      |
| Лісництво                                                                                     | 16                                                  | 5                                                      |
| Освіта                                                                                        | 40                                                  | 4                                                      |
| Інфраструктура                                                                                | 19                                                  | 4                                                      |
| Інформаційні та комунікаційні технології                                                      | 24                                                  | 2                                                      |
| Виробництво                                                                                   | 18                                                  | 2                                                      |
| Мистецтво та культура                                                                         | 7                                                   | 0,1                                                    |
| Інше (комерційна нерухомість, роздрібна торгівля розвиток громад та багатогалузевий розподіл) | 51                                                  | 15                                                     |

### Капітал інвестування та форми підприємств
Капітал імпакт-інвестування може полягати в різних формах, включаючи власний капітал, позиковий, оборотний капітал, кредитні гарантії.
Організації, які отримують капітал у вигляді імпакт-інвестицій можуть мати різну юридичну форму: комерційну, некомерційну або гібридну. Для підвищення привабливості соціальних підприємств як об'єктів інвестування в різних країнах були розроблені спеціальні організаційно-правові форми таких підприємств. Вони припускають додаткові умови і обмеження діяльності соціальних підприємств: обмеження або заборону розподілу прибутку, обов'язкову регулярну звітність про хід виконання соціальної місії, пріоритет досягнення статутних соціальних цілей перед інтересами акціонерів, а також деякі додаткові можливості, наприклад, залучення пожертвувань нарівні з благодійними організаціями.
Прикладами таких спеціальних організаційно-правових форм підприємств можуть служити: B-корпорації (корпорації суспільного блага) і низькоприбуткові компанії з обмеженою відповідальністю  (L3C) в США, компанії з громадськими інтересами (Community Interest Company, CIC) у Великій Британії або компанії сприяння суспільству (Community Contribution Company, CCC) в Канаді.

### Імпакт-інвестування та краудфандинг
Імпакт-інвестування відрізняється від діяльності краудфандингових платформ, таких як Indiegogo або Kickstarter, оскільки інвестиції соціального впливу — це, як правило, боргові або пайові інвестиції, що перевищують 1000 доларів США — з більш ніж традиційними для венчурного капіталу термінами виплат — і «стратегія виходу» (традиційне первинне публічне розміщення (IPO) або викуп «стартапу» в комерційному секторі) може бути відсутнім. Хоча деякі соціальні підприємства є некомерційними організаціями, інвестиції соціального впливу, як правило, передбачають отримання прибутку, а також дотримання соціальної або екологічної місії компанії.

### Інструменти імпакт-інвестування
Як правило, інструменти ринку імпакт-інвестицій — це звичайні боргові і пайові фінансові ринкові інструменти, адаптовані під потреби соціальних підприємств. Вони можуть надаватися на пільгових, більш м'яких умовах, наприклад, за нижчими відсотковими ставками, або з більш тривалим терміном позики. Серед таких інструментів можна виділити:
- Квазікапітал (участь у прибутку)
- Проміжне фінансування
- Інвестиції в частки і акції соціальних підприємств
- Облігації (соціальні, зелені, облігації розвитку)
- Боргові інструменти (заставні і беззаставні кредити, позики, конвертовані позики)
- Змішане фінансування (комбінація боргового, грантового фінансування, державних або банківських гарантій)

Ключовими фінансовими інструментами в соціальному інвестуванні є зелені та соціальні облігації.

### Вимірювання соціального та екологічного впливу
В даний час (2020 рік) єдиний підхід до вимірювання соціальних і екологічних результатів імпакт-інвестицій відсутній. Ця проблема є ключовою для ринку таких інвестицій. Аналітики змушені спиратися на кількісні (валові) показники: число бенефіціарів, число створених робочих місць і т. д., але вони не дають повної картини досягнутих результатів. Розроблено деякі стандарти вимірювань, наприклад :
- Стандарти імпакт-івестування і звітності — IRIS (Impact Reporting and Investment Standards), розроблені GIIN. Усього розроблено понад 400 стандартних показників з різних галузей: сільське господарство, освіта, охорона здоров'я, енергетика, екологія, фінансові послуги, будівництво житла, водні ресурси, утилізація сміття та ін.
- Цілі сталого розвитку ООН (ЦСР) — стандартний набір з 169 показників по 17 цілям, по кожній з яких оцінюються кількісні результати. Наприклад по ЦСР 1 «Здоров'я і благополуччя» в розрахунок беруться такі показники, як кількість людей, які отримали більш якісні медичні послуги, зниження вартості стандартних медичних послуг та ін. Ця система оцінок набирає популярність.
- Робляться спроби враховувати в оцінках вплив досягнутих результатів на життя людей в більш віддаленій перспективі: 5, 10 або 20 років[26].

У проекті Impact Management Project зайнято близько 2000 фахівців. Вони вирішують проблему оптимізації та уніфікації системи вимірювання, що дозволить також вирішити задачу прогнозованого управління впливом (імпакт). У своїй роботі дослідники застосовують новітні підходи та технології. Наприклад, фонд Acumen проводить оптимізацію даних, що використовуються при аналізі (lean data); накопичений певний досвід роботи з блокчейном.
Ці метрики успішно впроваджуються в середовищі імпакт-інвесторів, але поки жодна з них не отримала вирішального визнання, багато інвесторів користуються двома-трьома системами: 72 % опитаних використовують ЦСР, 48 % — IRIS, 33 % — напрацювання Impact Management Project.

## Інституційне соціально-перетворююче інвестування

### Інституційні інвестори
Інвестиції соціального впливу розрізняють за класами активів і за обсягом інвестицій. Серед найвідоміших — прямі інвестиції або венчурний капітал. «Соціальний венчурний капітал» або так званий «терплячий капітал», — імпакт-інвестиції, структуровані аналогічно будь-якого іншого венчурного капіталу. Інвестори можуть відігравати активну роль наставників або вести компанію до процвітання, подібно до того, як венчурна фірма сприяє зростанню компанії на ранній стадії. Хедж-фонди і фонди приватного акціонерного капіталу також можуть слідувати стратегії імпакт-інвестування.
Існують також «акселератори» імпакт-інвестування, що займаються посівними і ранніми венчурними інвестиціями. Схожі з бізнес-акселераторами для традиційних стартапів, акселератори імпакт-інвестування надають менші обсяги капіталу, ніж зазвичай прийнято на першому раунді фінансування або в разі великих інвестиційних угод.Більшість імпакт-інвестуючих прискорювачів є некомерційними організаціями, які залучають гранти від великих донорів на оплати послуг з розвитку бізнесу; однак, комерційно орієнтовані прискорювачі гарантують інвестиційну готовність і надання консультаційних послуг для залучення капіталу.
Великі корпорації також формуються потужними механізмами для соціально-перетворюючих інвестицій. Компанії, які прагнуть створювати спільні цінності через розвиток нових продуктів / послуг, або перетворюють свою діяльність в позитивному ключі, починають залучати імпакт-інвестиції в виробничо-збутові ланцюги, зокрема, в ланцюзі постачань.
Багато фінансових інститутів розвитку, такі як британська Корпорація розвитку Співдружності або норвезький фонд Norfund, також можна віднести до імпакт-інвесторів, оскільки вони виділяють частину свого портфеля на активи, що забезпечують фінансові, а також соціальні або екологічні вигоди.

### Участь фондів в інвестуванні місій
Інвестування місії — це інвестиції фондів та інших цільових організацій для послідовного і стабільного досягнення ними філантропічних цілей. Таке інвестування включає в себе будь-який тип інвестицій, призначених як для створення значущого соціального або екологічного ефекту, так і для отримання фінансової віддачі:
- Програмне інвестування (PRI) або інше пільгове (нижче за ринок) інвестування, застосовується в основному для досягнення програмних, а не фінансових цілей. Ця категорія включає в себе грантову підтримку, капіталізацію (акціонування), субординовані кредити, позики, грошові депозити на умовах нижче ринкових і кредитні гарантії. Для приватних фондів PRI розраховують з 5 % річних.
- Ринкове інвестування (МРТ) має, за законами ринку, генерувати фінансову віддачу, яку можна порівняти з віддачею від звичайних інвестицій аналогічного типу і ступеня ризику. Ринкові інвестиції покликані зробити позитивний вплив, одночасно сприяючи довгостроковій фінансовій стабільності та зростанню накопичень. У цю категорію входять банківські депозити за ринковою ставкою, інструменти фіксованої дохідності (облігації), приватний капітал і акціонерний капітал(акції)[33].

## Приватні інвестори
Соціально-перетворююче інвестування історично відбувалося через механізми, орієнтовані на інституційних інвесторів. Однак, існують способи здійснення імпакт-інвестування і для приватних інвесторів.

### Біржові фонди
Біржові інвестиційні фонди, такі як SPDR Gender Diversity ETF з State Street Global Advisors, котируються на біржі і, отже, доступні будь-якому власнику брокерського рахунку. Morgan Stanley Capital International пропонує 11 екологічних, соціальних та управлінських індексів ETF, включаючи популярний низьковуглецевий індекс і індекс стійкості.

### Синдикат або спільне інвестування
Існують групи бізнес-ангелів зосереджених на впливі, коли приватні інвестори об'єднуються і виступають у вигляді синдикату. Як приклад можна привести групу Investors 'Circle в США, Clearly Social Angels у Великій Британії або Toniic в Європі.

### Цифрові платформи мікрофінансування
Також існують інвестиційні вебмайданчики, що пропонують порівняно низьку вартість інвестування. Оскільки угоди з акціями можуть бути надмірно дорогими для невеликих транзакцій, на цих платформах переважають мікрофінансові позики, а не інвестиції в акціонерний капітал. Інтернет-сервіс MyC4, заснований в 2006 році, дозволяє роздрібним інвесторам отримати кредит для малого бізнесу в африканських країнах через місцевих посередників. Microplace був одним з перших постачальників таких послуг в Сполучених Штатах, цей сервіс припинив приймати нові кредити в 2014 році, заявивши, що результати «Не масштабувались до широкомасштабного соціального впливу, до якого ми прагнемо».
Інвестиції соціального впливу в Азії — це зростаючий сектор, в якому в даний час перебуває багато фондів. Однак, до цього часу багато компаній страждають від нестачі надійних каналів інвестицій.

## Стримуючі фактори та перспективи
Для розвитку ринку імпакт-інвестицій необхідний гармонійний і скоординований розвиток чотирьох чинників: пропозиція з боку імпакт-інвесторів, попит з боку соціальних підприємців, ефективність посередників і допомога з боку держави.
Найкраща ситуація на цьому ринку складається з пропозицією: імпакт-інвестиції до свого інвестиційного портфеля додали такі великі гравці, як Bain Capital, BlackRock, Credit Suisse, Goldman Sachs, JPMorgan Chase.
У ряді країн держава надає підтримку цьому виду ділової активності: наприклад у Великій Британії, Японії, Австралії пенсійні фонди мають право брати участь в імпакт-інвестуванні. Також в деяких країнах держава надає імпакт-інвесторам податкові та інші пільги, законодавчо закріплює поняття «соціальне підприємництво», створює для соціальних підприємців спеціальні організаційно-правові форми, засновує державні фонди імпакт-інвестицій.
Як позитивну ознаку дозрівання ринку соціально-перетворюючих інвестицій можна розглядати і появу посередницьких організацій і платформ. Посередники можуть забезпечити комунікацію між імпакт-інвесторами і соціальними підприємцями (соціальні біржі, брокери і платформи), видавати соціальним підприємцям гранти на передінвестиційну підготовку (фонди підготовки до інвестицій), організовувати акселератори, консультувати, допомагати в розробці проектів, навчати, сертифікувати інвесторів, одержувачів інвестицій або інструменти інвестування. Однак, станом на 2020 рік, такі посередницькі структури в основному обслуговують тільки великих інвесторів: фонди, заможних приватних осіб, сімейні офіси. У той же час, спостерігається високий попит на подібні послуги з боку приватних інвесторів, які володіють невеликими інвестиційними ресурсами. Згідно з матеріалами доповіді, підготовленої глобальною мережею TONIC, 43 % посередників і консультантів працюють виключно з імпакт-інвестиціями, решта 57 % розглядають імпакт-інвестиції як частину більш традиційного портфеля.
Головна ж стримуюча диспропорція: недолік інвестиційно привабливих соціальних і екологічних проектів, при значному числі потенційних інвесторів, готових надати свій капітал для їх підтримки. Причина невідповідності в слабкій підготовці більшості соціальних підприємців, які не здатні розробити стійку бізнес-модель свого проекту, що зумовлює високі інвестиційні ризики. Соціальні підприємці часто не мають досвіду бізнесу, на відміну від потенційних інвесторів, у цих груп різна ділова культура, різні очікування від співпраці, що виливається в нерозуміння і неможливість ефективної взаємодії. Дана проблема вирішується навчанням соціальних підприємців основам ведення бізнесу та подальшою їх підготовкою до роботи з імпакт-інвесторами. Наприклад, у Великій Британії друге завдання вирішують спеціально створювані фонди.
Вплив цих факторів варіює залежно від регіону, зокрема, інвестори США і Канади відчувають нестачу державної підтримки, а інвестори Західної Європи вказують на дефіцит якісних досліджень в цій області. Складна ситуація на ринках Південно-Східної Азії, де низький рівень виміру соціального та екологічного впливу посилюється нестачею інвестиційного капіталу і кваліфікованих фахівців.

## Критика та стереотипи
Широко поширена думка про несумісність максимізації прибутковості і соціального ефекту. Однак дослідження, проведене Morgan Stanley в 2015 році, показало, що більшість інвесторів, які тримають в своїх портфелях компанії із соціальною місією, досягають навіть більш високої прибутковості і стикаються з меншою волатильністю, ніж звичайні фонди акцій. Дослідження Morgan Stanley 2019 року, де було розглянуто дані по 11 тисячам пайових фондів за 2004—2018 роки, підтвердило ці висновки. Відомості, отримані GIIN в результаті опитування інвесторів, також узгоджуються з результатами Morgan Stanley: повне задоволення соціальним ефектом і фінансовим результатом відзначили 82 % і 76 % респондентів відповідно, а 15 % опитаних заявили, що фінансова і соціальна віддача перевершила їх очікування.
Іншими мішенями для критиків соціально-перетворюючого інвестування є недостатнє розуміння механізмів соціального впливу і слабкі навички його вимірювання.
Нарешті, імпакт-інвестування можуть дискредитувати недобросовісні компанії, так звані «грінвошери» (англ. green washing) і «імпакт-вошери» (англ. impact washing), які не ведуть реальної екологічної або соціальної діяльності, але заявляють про неї з метою отримання купівельної лояльності і зростання продажів. Протидією такого роду компаніям можуть служити системи сертифікації екологічних і соціальних підприємств, а також уніфікація підходів до оцінки екологічного або соціального ефекту.